# レオナルド・ヴィエイラ
レオナルド・ヴィエイラ（Leonardo Vieira、1976年3月23日 - ）は、ブラジルの男性ブラジリアン柔術家。リオデジャネイロ州リオデジャネイロ出身。身長170cm、体重75kg。チェックマット所属。レオ・ヴィエイラとも。
アブダビコンバット66kg未満級で2連覇を達成した。レオナルド・サントス、マーシオ・フェイトーザ、ビトー・ヒベイロらと共にレーヴィ級四天王と呼ばれた。
実弟のヒカルド・ヴィエイラもブラジリアン柔術家である。

## 来歴
2002年5月2日、プロ柔術「GI um」で来日。メインイベントで中井祐樹と対戦し、試合終了残り2秒送り襟絞めで一本勝ち。
2003年2月11日、プロ柔術「GI 02」のメインイベントで早川光由と対戦し、送り襟絞めで一本勝ち。
2006年5月26日、グラップリング大会LA SUB Xで植松直哉と対戦し、チョークスリーパーで一本勝ち。

## 獲得タイトル
- 世界柔術選手権（ムンジアル）黒帯レーヴィ級(-73kg) 準優勝（1997年）
- 世界柔術選手権 黒帯レーヴィ級 優勝（1998年）
- 世界柔術選手権 黒帯ペナ級(-67kg) 準優勝（1999年）
- 世界柔術選手権 黒帯レーヴィ級 3位（2000年）
- 柔術オリンピック世界杯（コパ・ド・ムンド）黒帯ペナ級 優勝（2002年）
- ブラジル柔術選手権（ブラジレイロ）黒帯メジオ（-79kg）級 優勝（1998年）
- パンアメリカン柔術選手権（パンナム）黒帯レーヴィ級 優勝（2002年）
- 第5回 アブダビコンバット 66kg未満級 優勝（2003年）
- 第6回 アブダビコンバット 66kg未満級 優勝（2005年）（2連覇）
- 第7回 アブダビコンバット 66kg未満級 準優勝（2007年）
- 第9回 アブダビコンバット 77kg未満級 準優勝（2011年）